# Solid oxide fuel cell

Schematische werking van een SOFC-brandstofcel

Een solid oxide fuel cell (SOFC) is een brandstofcel werkend met een vast, niet-poreus oxide (keramiek) als elektrolyt. Het ionentransport vindt plaats met behulp van oxide-ionen, de katalysator voor de ionisatie van het waterstof bestaat uit nikkel met yttrium-gedoteerd zirkoniumoxide (yttrium-gestabiliseerd zirkonium).
Een SOFC heeft meestal een rendement rond 60%. Recente studies beweren ook dat de SOFC bruikbaar is met biogas als brandstof, dit maakt dat de SOFC's zeer flexibel zijn op vlak van brandstofkeuze.

## Werking

Tubulair design SOFC

Dit type brandstofcel heeft een werkingsgebied op hoge temperatuur, ca. tussen 800°C en 1100°C. Hierdoor zijn er geen edelmetaalkatalysatoren (zoals platina) nodig, wat ervoor zorgt dat de SOFC's relatief goedkoop zijn. Deze hoge werkingstemperatuur zorgt natuurlijk ook wel voor uitdagingen op vlak van constructie en levensduur van de brandstofcel. Alsook zorgt dit voor een lange opstarttijd van de brandstofcel.
Typisch wordt er een tubulair design gebruikt voor SOFC's.
De SOFC kan zowel waterstofgas als koolstofmonoxide als biogas gebruiken als brandstof. Het zet chemische energie om naar elektrische energie door het transport van zuurstof ionen van de anode naar de kathode. Hierbij wordt er stoom (wegens de hoge werkingstemperatuur) gevormd aan de anode, indien men waterstofgas gebruikt als brandstof.
Reactie aan de anode: {\displaystyle 2H_{2}+2O^{2-}\longrightarrow 2H_{2}O+4e^{-}}
Reactie aan de kathode: {\displaystyle O_{2}+4e^{-}\longrightarrow 2O^{2-}}
Wanneer men koolstofmonoxide als brandstof gebruikt wordt er koolstofdioxide gevormd als bijproduct.
Reactie aan de anode: {\displaystyle 2CO+2O^{2-}\longrightarrow 2CO_{2}+4e^{-}}
Reactie aan de kathode: {\displaystyle O_{2}+4e^{-}\longrightarrow 2O^{2-}}
Als anode gebruikt men meestal een zirkoniumoxide (cermet). Meestal kiest men voor nikkel als metallische component omdat deze een goede geleider is en chemisch stabiel. De anode is poreus zodat het massatransport van reagentia en reactieproducten niet verstoord wordt.
Net zoals de anode is de kathode ook een poreus materiaal zodat massatransport verzekerd is. Hiervoor gebruikt men meestal lanthaan-strontiummanganaat, La1-xSrxMnO3 waar x staat voor de doteringsgraad. Voor SOFC's is de doteringsgraad meestal 0,16.

## Toepassingen
Ondanks de hoge temperatuur die een SOFC vereist om operatief te zijn, worden ze steeds meer toegepast. Ze worden onder andere gebruikt in woningen. Door de SOFC aan te sluiten op gasnet kan de woning of het appartementsblok zijn eigen elektriciteit produceren.
SOFC's kunnen bovendien reversibel worden gebruikt. Ze kunnen H2 produceren uit water.
Een solid oxide electrolyser cell (SOEC) is een solid oxide fuel cell in regeneratieve modus voor de elektrolyse van water met een vast oxide of keramisch elektrolyt voor de productie van waterstofgas.
De Finse motorfabrikant Wartsila is bezig met de ontwikkeling van een SOFC brandstofcel voor maritiem gebruik.
Een SOFC kan ook toegepast worden in een zogenaamde combined heat hydrogen power applicatie (CHHP). Bij zo'n systeem wordt tegelijkertijd warmte, waterstof en elektriciteit geproduceerd uit koolwaterstoffen zoals bijvoorbeeld aardgas.